# Zirkoniumdioxid

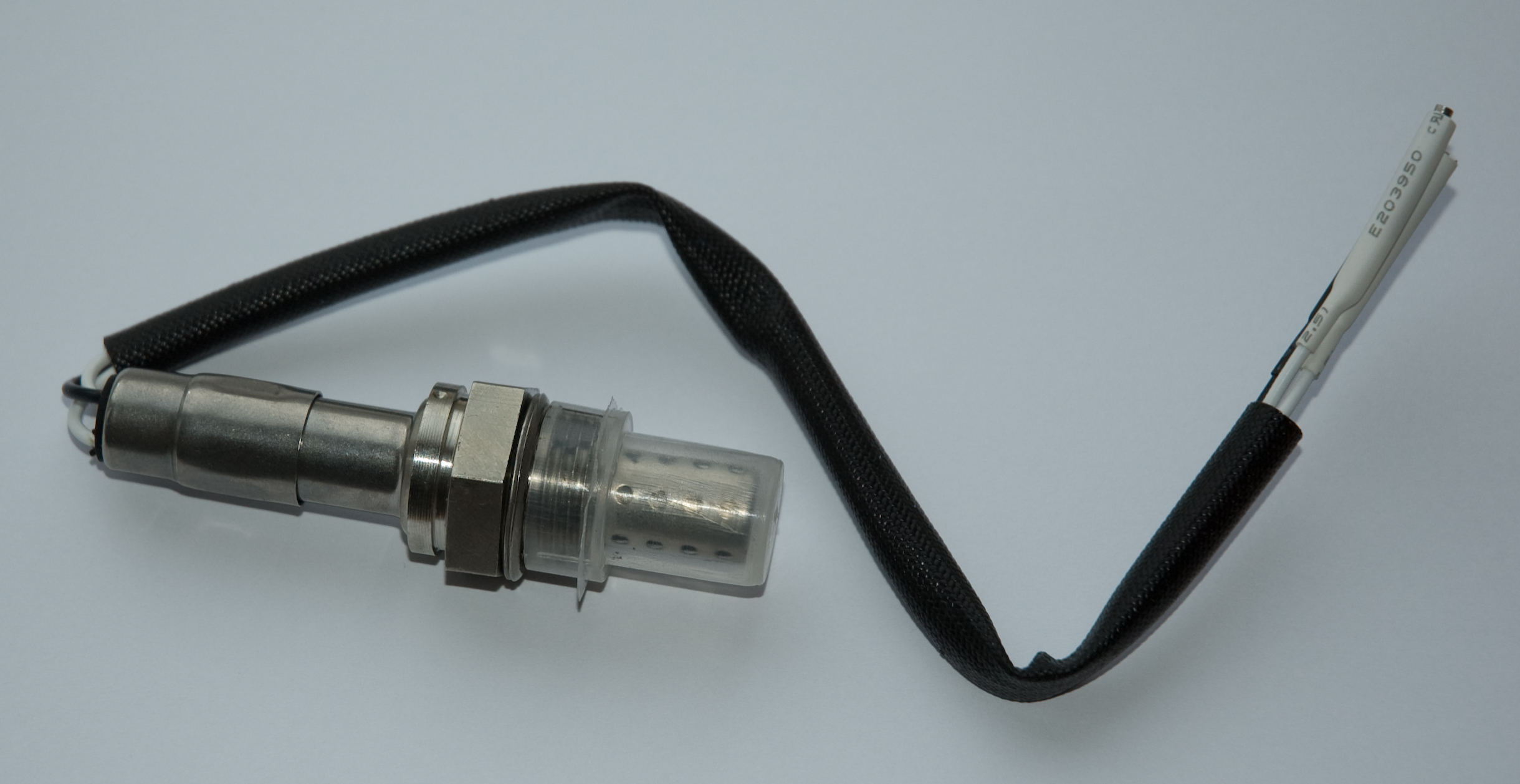
Zirkoniumdioxid används bland annat i lambdasonder

Zirkoniumdioxid är en keram som består av zirkonium och syre (ZrO2), som finns i naturen i oren form eller erhålls syntetiskt som en mellanprodukt vid renframställning av zirkonium.

## Kristallformer[1]
Zirkoniumdioxid förekommer i tre olika kristallina former med olika temperaturstabilitetsområden:
- <1 170 °C råder monoklin fas
- ≥1 170 °C – 2 370 °C tetragonal fas
- ≥2 370 °C – 2 680 °C kubisk fas.

Med tillsats av yttriumoxid (Y2O3), kalciumoxid (CaO) eller magnesiumoxid (MgO) kan keramen helt eller delvis stabiliseras i en viss kristallin form.  

## Egenskaper[1]
Vid rumstemperatur har partiellt stabiliserad zirkoniumdioxid hög brottseghet, hållfasthet och nötningsmotstånd. Zirkoniumdioxid som stabiliserats med yttrium är en av de starkaste keramerna, men hållfastheten avtar vid temperaturer över 300 °C. Magnesiumstabiliserad zirkoniumdioxid har i jämförelse lägre hållfasthet, men denna påverkas först vid temperaturer över 800 °C. Fullt stabiliserad zirkoniumdioxid har lägre hållfasthet än partiellt stabiliserad zirkoniumdioxid, men kan i gengäld användas vid högre temperaturer, upp till cirka 2 400 °C. 
Generellt gäller att alla kristallformer av zirkoniumdioxid har god kemisk beständighet.  

## Användning
Föremål av zirkoniumdioxid tillverkas vanligen genom trycklös sintring av pulveriserad zirkoniumdioxid.
Vanliga användningsområden:
- Skärverktyg för metaller
- Saxar
- Implantat
- Zirkoniumdioxid har ovanligt stor motståndskraft mot kemikalier och mot att rent mekaniskt brytas sönder - särskilt i dess kubiska kristallstrukturvariant; används därför ofta som substitut för diamant.
- Används ibland i eldfast tegel.
- Vid temperaturer över cirka 500 °C är zirkoniumdioxid en god ledare för syreatomer, och används därför i lambdasonder.[1]
- Zirkoniumdioxid blir elektriskt ledande utan att smälta när temperaturen överstiger 1 500 °C. Denna keram kan därför användas som motståndsmaterial i högtemperaturugnar. [1]